# ホランドトンネル
ホランドトンネル (Holland Tunnel) は、アメリカ合衆国ニューヨーク市マンハッタンとニュージャージー州ジャージーシティ市を結ぶトンネル。
かつては、ハドソン・リバー・ヴィーキュラー・トンネル、カナル・ストリート・トンネルと呼ばれていた。

## 歴史
1920年に工事が開始され、1927年に開通した。工事中の1924年に殉職した主任エンジニアのクリフォード・ホランドの名に因んで「ホランドトンネル」と命名された。

## 隣接する橋/トンネル
- 上流のトンネル：　アップタウン・ハドソン・チューブ　Uptown Hudson Tubes (PATH)
- 下流のトンネル：　ダウンタウン・ハドソン・チューブ　Downtown Hudson Tubes (PATH)

## その他
映画「デイライト」の舞台となった。